# Ebonics
Ebonics ou Ebonic est un terme anglais originellement employé aux États-Unis pour caractériser la variété linguistique parlée par les Afro-Américains ou plus généralement par la population noire. Depuis 1996, ce terme désigne la langue vernaculaire dérivée de l'anglais et utilisée par la population afro-américaine. Ce terme s'est principalement répandu à la suite de la controverse d'Oakland (Californie) du 18 décembre 1996 (cf. en:Oakland Ebonics controversy).

## Origine
Il semblerait que le terme ebonics ait été utilisé pour la première fois par le psychologue Robert Williams lors d'un débat avec le linguiste Ernie Smith lors d'une conférence relative au développement des facultés cognitives et à l'acquisition du langage chez les enfants afro-américains (Cognitive and Language Development of the Black Child), tenue à Saint-Louis (Missouri) en 1973. Robert Williams reprit le terme dans Ebonics: The True Language of Black Folks, paru en 1975 :
- Version originale

« A two-year-old term created by a group of black scholars, Ebonics may be defined as "the linguistic and paralinguistic features which on a concentric continuum represent the communicative competence of the West African, Caribbean, and United States slave descendant of African origin.
It includes the various idioms, patois, argots, idiolects, and social dialects of black people" especially those who have adapted to colonial circumstances. Ebonics derives its form from ebony (black) and phonics (sound, the study of sound) and refers to the study of the language of black people in all its cultural uniqueness. »

- Traduction

« Créé par un groupe d'étudiants noirs il y a deux ans, « ebonic » pourrait être défini comme l'ensemble des caractéristiques linguistiques et paralinguistiques des modes de communication intra-communautaire des descendants d'esclaves d'origine africaine vivant sur la côte ouest de l'Afrique, aux Caraïbes, et aux États-Unis. Ce terme recouvre également les différents idiomes, patois, argots, idiolectes, et sociolectes utilisés par la population noire, et plus particulièrement par ceux qui ont été confrontés au système colonial. Le terme ebonics est dérivé de ébène et de phonétique et renvoie à l'étude du langage de la population noire dans toute sa spécificité culturelle. »

D'autres auteurs soulignèrent ensuite que le terme met plus l'accent sur l'origine africaine que sur l'origine européenne de la variété linguistique utilisée par la population noire. Il resta cependant peu usité, même parmi ceux qui furent à l'origine de sa création. Ainsi, même le livre Ebonics: The True Language of Black Folks préféra le terme d'« anglais noir » (Black English) à celui d'« ebonic ».
John Baugh précisa que le terme ebonic était utilisé de quatre façons différentes par ses défenseurs afrocentristes :
1. Il peut s'agir d'une langue qui s'est construite par-delà les frontières tout en étant influencée par les circonstances de la traite des Noirs.
2. Plus globalement, il peut faire référence aux langues utilisées par les populations issues de la diaspora africaine.
3. Il peut se limiter à la définition du Black English et être simplement considéré comme étant une sorte de dialecte basé sur l'anglais. De cette façon, il pourrait être considéré comme étant synonyme de l'anglais vernaculaire afro-américain (African American Vernacular English (AAVE))[4]
4. Il peut à l'inverse être considéré comme étant l'antonyme du Black English et constituer une véritable langue à part entière bien distincte de l'anglais. Cette conception viendrait alors à nier l'assimilation de l'ebonic à un simple sociolecte, comme l'est l'anglais vernaculaire afro-américain[5].

## Dans le contexte actuel américain
Jusqu'en 1996, le terme ebonics était peu utilisé. Il n'a d'ailleurs pas été publié dans la seconde édition de l'Oxford English Dictionary publiée en 1989. Pendant près d'une décennie, ce terme ne fut pas employé par les linguistes.
En 1996, il fut abondamment utilisé aux États-Unis lors d'une controverse relative à une décision rendue par la commission scolaire d'Oakland. Cette commission avait en effet reconnu l'existence d'un sociolecte utilisé en tant que langue maternelle par les enfants d'origine afro-américaine, en indiquant que la reconnaissance de celui-ci permettrait de faciliter l'enseignement de l'anglais standard.
Peu après, le terme ebonics a commencé à se démarquer de celui d'anglais vernaculaire afro-américain.